# Кирин, Иван Семёнович
Иван Семёнович Кирин (26 января 1912, Кинель-Черкассы — 1976) — советский химик, кандидат технических наук (1950), лауреат Государственной премии СССР (1976).

## Биография
Иван Кирин родился в селе Кинель-Черкассы Самарской губернии.
Окончил Ленинградский государственный университет (1938).
С 1938 по 1948 работал сначала в Государственном оптическом институте (ГОИ), затем в НИИ-13 Народного комиссариата вооружения, с 1946 младший научный сотрудник.
Кандидат технических наук (1950), тема диссертации: «Химико-термическая обработка быстрорежущих сталей». Старший научный сотрудник.
С октября 1948 по декабрь 1958 года работал в КБ-11 на разных научных должностях (научный сотрудник, начальник лаборатории, старший научный сотрудник, и. о. начальника отдела, начальник отдела).
В декабре 1958 года Кирин был откомандирован в Ленинградский филиал Физико-технического института АН СССР (Орлова Роща, под Гатчиной), где с 1960 по 1974 годы заведовал лабораторией общей радиохимии (в 1975 году эта лаборатория была передана в Радиотехнический институт АН СССР).
Иван Семёнович Кирин умер в 1974 году от рака лёгких.

## Награды и звания
- Государственная премия СССР (1976) — за синтез и исследование физико-химических свойств соединений благородных газов
- Орден Трудового Красного Знамени (14.11.1956)
- Награждён медалями «За доблестный труд в Великой Отечественной войне 1941—1945 гг.» (27.04.46), «За трудовую доблесть» (06.02.1954)